# Усатівська сільська територіальна громада
Усатівська сільська територіальна громада — територіальна громада в Україні, у Одеському районі Одеської області. Утворена 17 липня 2020 року в результаті об'єднання Усатівської, Августівської, Маринівської та Іллінської сільських рад. Орган місцевого самоврядування — Усатівська сільська рада. Перші вибори відбулися 25 жовтня 2020 року.

## Склад громади
Староста Августівського старостинського округу: Дубина Олег Андрійович
Староста Іллінського старостинського округу: Поліщук Олена Володимирівна
Староста Маринівського старостинського округу: Головко Олександр Миколайович
До складу громади входять два селища, Набережне і Нова Ковалівка, а також 13 сіл:
- Августівка
- Берегове
- Іллінка
- Ковалівка
- Маринівка
- Міжлиманське
- Нова Еметівка
- Протопопівка
- Стара Еметівка
- Тихе
- Усатове
- Черевичне
- Чоботарівка